# Bányásznap

## A bányász ünnep hagyományának kialakulása

A bányásznapok kezdeti időszakára írásos anyag nem áll rendelkezésre. Az erre az időre vonatkozó megállapítást a XVIII. század elejéről már írásos anyag igazolja. A bányászok iránti tisztelet és megbecsülés jeleként jött létre a Bányásznap. A bányamunka nehéz és veszélyes volta megkövetelte a munkafolyamatok gondos, alapos előkészítését és végrehajtását. A veszélyek megelőzéséért és elhárításáért Istentől kértek segítséget, oltalmat. Ehhez választották közvetítő védőszentjüknek Szent Borbálát.

Hazánkban a XIX. század közepén megindult ipari-társadalmi fejlődés alappillére a szén volt. A XIX-XX. században alakult ki Magyarországon a mélyművelésű szénbányászat. Ezen időszakban az európai államokban már hagyományossá vált a bányásznap, amely minden év december 4-én Borbála napját követő első vasárnapon került megünneplésre.

## A Bányásznap Magyarországon
A bányásznap (ma szeptember első vasárnapja) hosszú  múltú hagyományra tekint vissza. 1951 előtt bányavidékenként eltérő időpontban rendezték ezeket az ünnepségeket a bányászok nehéz és küzdelmes munkájának megbecsülésére.

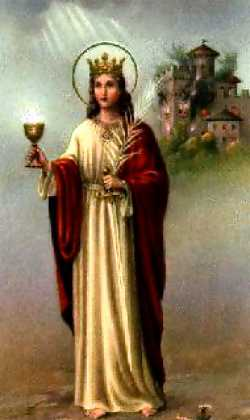
Szent Borbála, a bányászok védőszentje

- Szent Borbála a bányászok védőszentje, így hagyományosan az ő napjához, december 4-hez kötődött az ünnep.
- Tatabányán a Bányalelkészség Szent István király temploma védőszentjének ünnepén augusztus 20-án tartották a búcsút, itt ez volt a bányásznap is.
- 1951-től szeptember első vasárnapján országosan egységesen tartják a bányásznapot, az 1919. szeptember 6-án eldördült tatabányai csendőrsortűz áldozatainak emlékére. A tatabányai bányászat nagyon mostoha körülményei, az 1950-es nagy bányaszerencsétlenség és az ezek miatti elégedetlenséget akarták csillapítani a bányásznap törvénybe iktatásával.

## A Bányásznap magyar bélyegeken
A bányásznap alkalmával kiadott magyarországi bélyegek:
- 1952 (sor, 2 érték, tervezők: Gál Ferenc és Vertel József)
- 1954 (emlékbélyeg, névérték 1 Ft, tervezte Vertel József)
- 1964 (emlékbélyeg, névérték 60 f, tervezte Füle Mihály)

## Kapcsolódó szócikkek

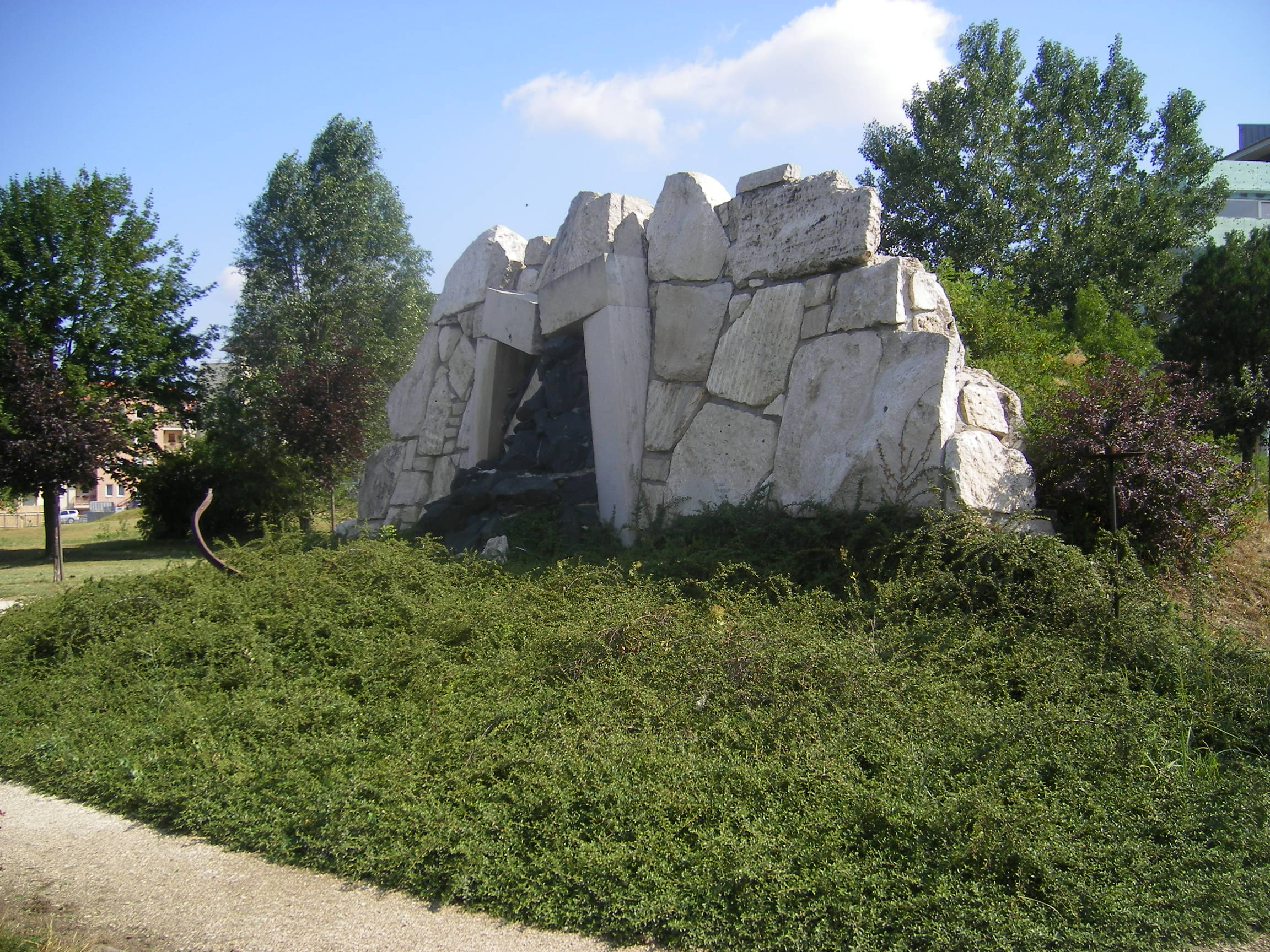
Bányász emlékmű Tatabányán
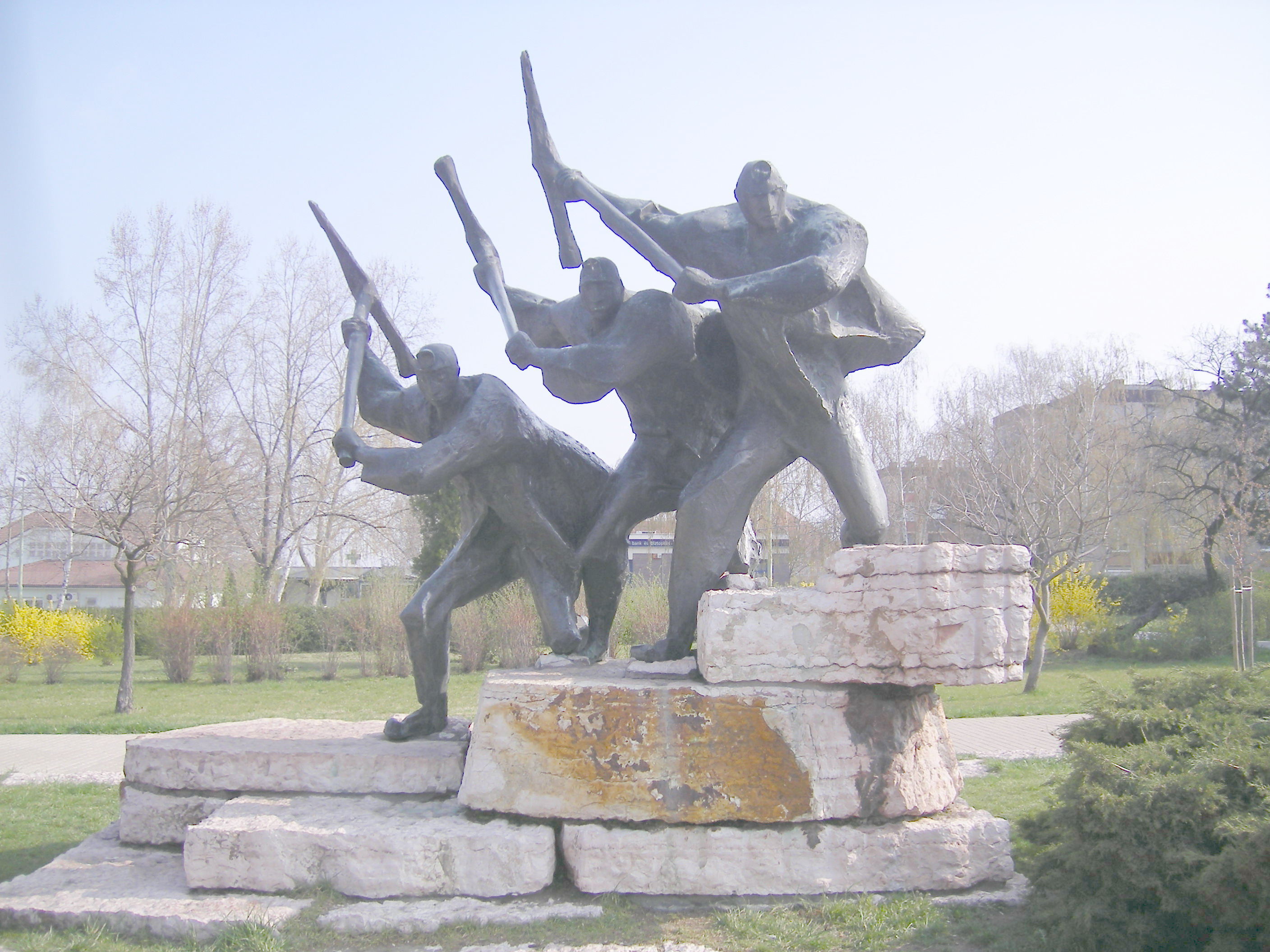
Bányász emlékmű Oroszlányon
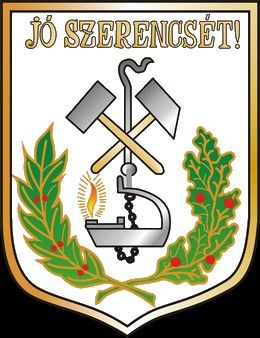
Bányásznapi címer (Dorogi Sportmúzeum kiállításából)